# ブリストル空港
ブリストル空港(IATA：BRS / ICAO：EGGD)は、イングランド ノース・サマセット ラルスゲート・ボトム ブリストル市中心地から南西へ13Kmに位置する民用空港である。
2015年には678万人(前年比 7.1%増)が利用し、英国で9番目に利用者が多い空港だった。
利用者の25.7%がブリストルへの旅行者、18.9%がウェールズへの旅行者、18.5%サマセットへの旅行者、12.4%がデヴォンへの旅行者だった(2012年)。
イージージェット、ライアンエアー、TUIエアウェイズが拠点空港として利用している。英国民間航空安全庁 CAA公共利用空港ライセンス(P432)を有しており、旅客機の訓練飛行が許可されている。

## 歴史
1957年にブリストル（ウィットチャーチ）空港の代替として空軍基地の跡地にブリストル（ラルスゲート）空港が地方空港として開設された。
1997年から2010年の間は、ブリストル国際空港として運用された。
1997年にファーストグループが株式の過半数を購入したが、2001年にマッコーリー・グループを始めとするジョイントベンチャーに売却された。2014年9月14日、オンタリオ州教員年金制度がマッコーリー・グループから株式を購入し唯一の所有者となった。